# Myxoproteus irregularis
Myxoproteus irregularis is een microscopische parasiet uit de familie Sinuolineidae. Myxoproteus irregularis werd in 1962 beschreven door Kabata. 